# سری DOx

۵٬۲ دی‌متوکسی آمفتامین (DMA-5,2) که ساختار اصلی سری DOx را تشکیل می‌دهد

سری داکس (به انگلیسی: DOx) یا ۲و۵ دی‌متوکسی‌آمفتامین‌ها یک دسته از ترکیبات شیمیایی مشتق شده از آمفتامین هستند که در موقعیت ۲ و ۵ حلقه بنزن آنها گروه متوکسی قرار دارد. همچنین یک استخلاف مانند گروه آلکیل یا یک هالوژن در موقعیت ۴ حلقه بنزنشان وجود دارد. بیشتر اعضای سری DOx، قوی و دارای اثر طولانی هستند و همچنین به‌صورت قوی آگونیستِ جزئی بعضی از گیرنده‌های سروتونین هستند.

اعضای گروه DOx بسیار قوی‌تر از اعضای سری 2C هستند و علت آن این است که پایه آنها به جای فنتیل‌آمین، آمفتامین می‌باشد. به‌عنوان مثال دی‌اوبی ۱۵ برابر قوی‌تر از ۲سی-بی است با اینکه تنها تفاوتشان یک گروه متیل است.

## اعضای DOx

### ترکیبات مهم
- دی‌اوبی (روانگردان) DOB
- دی‌اوسی (روانگردان) DOC
- دی‌اوآی (روانگردان) DOI
- دی‌اوام (روانگردان) DOM
- دی‌اوان (روانگردان) DON